# گفت، بران
گفت، بران (انگلیسی: Drive, He Said) فیلمی به تهیه کنندگی و کارگردانی جک نیکلسون با بازی کرن بلک و بروس درن می باشد که در سال 1971 توسط کلمبیا پیکچرز منتشر شد.